# 헤더 페이지 켄트

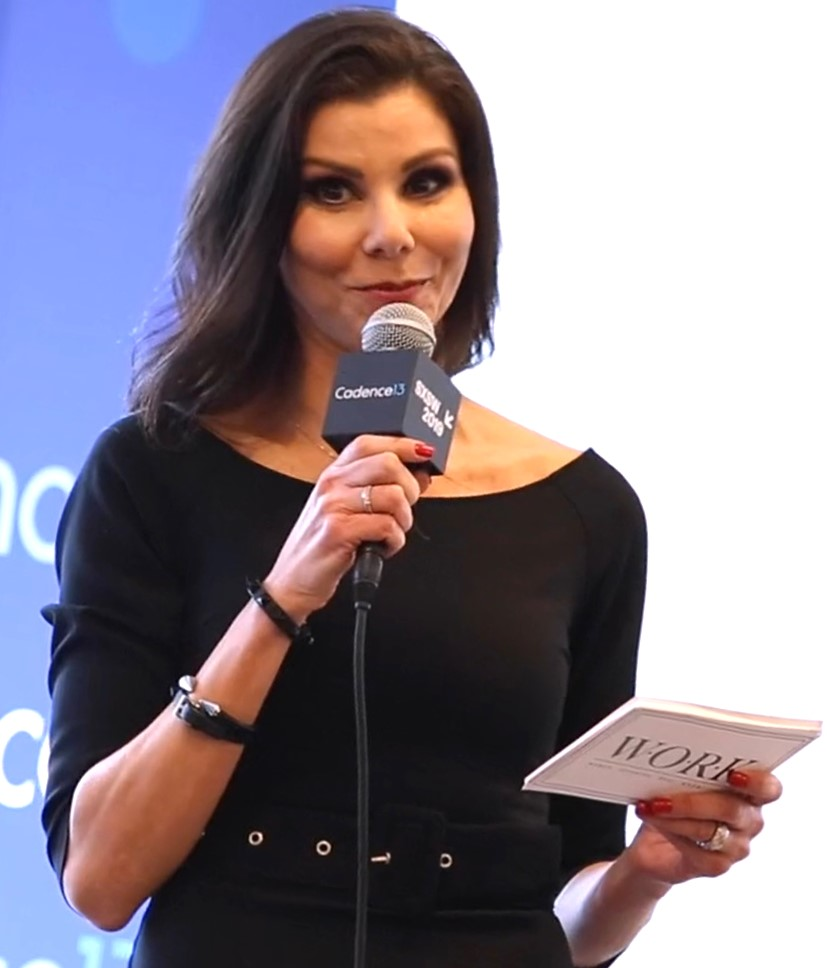

헤더 페이지 켄트(Heather Dubrow, 1969년 1월 5일 ~ )는 미국의 배우이다.
브롱크스에서 태어났다.

## 출연 작품

### 영화
- 나우 유 노우 (2002, Now You Know) - 마티 역
- 백만장자 프로젝트 (2002)

### 텔레비전
- Stark Raving Mad (1999-2000) - 매디 역